# توماس جی. بارس
توماس جی. بارس (انگلیسی: Thomas G. Barnes؛ زاده ۱۴ اوت ۱۹۱۱ درگذشته ۲۱ اکتبر ۲۰۰۱) یک دانشمند در زمینه فیزیک‌دان اهل  ایالات متحده آمریکا بود.